# Virgin Unite
La Virgin Foundation, sotto il nome di Virgin Unite, è la sezione di beneficenza del Virgin Group. La campagna "Virgin Unite" è iniziata nel 2004. Tra le donazioni vi è anche quella fatta alla Wikimedia Foundation.